# مالكوم إكس (فلم)
مالكوم إكس هو فيلم تم إنتاجه عام 1992، من إخراج سبايك لي. وهو يدور حول سيرة حياة مالكوم إكس التي قام بكتابتها الزعيم الأفريقي الأمريكي مالكوم إكس وشاركه فيها أليكس هالي. , هذا الأخير (أليكس هالي) لم ير الفيلم في نسخته الأخيرة لأنه قد تُوفي 10 فبراير 1992.
وكان هذا الفيلم هو أول فيلم غربي يقوم بتصوير بعض المشاهد في مكة المكرمة، بإذن من الهيئة الشرعية. وقد تم تصوير الفيلم أيضا في الولايات المتحدة ومصر وجنوب أفريقيا والمملكة العربية السعودية.
و في عام 1993، قد تلقى الفيلم ترشيحين لجائزة الأوسكار: عن فئة أفضل ممثل في دور رئيسي (دنزل واشنطن) وعن فئة تصميم الأزياء (روث كارتر)، وترشيح واحد لجوائز الجولدن جلوب (عن فئة أفضل ممثل في فيلم درامي). وقد تم عرض الفيلم داخل المنافسة في مهرجان برلين السينمائي، حيث فاز واشنطن بجائزة أفضل ممثل.
و لحضور العرض الأول للفيلم قد قام سبايك لي بحث جميع الأفارقة الأمريكان علي عمل إضراب والتغيب عن المدرسة قائلا: " سوف أخبركم بجزء من قصة أمريكية التي ظلت حتى الآن غامضة. قد صدر الفيلم في الولايات المتحدة يوم 18 نوفمبر 1992، وفي فرنسا يوم 24 فبراير 1993، وفي ألمانيا يوم 4 مارس 1993، وفي إيطاليا 16 مارس 1993 وفي إسبانيا يوم 26 مارس 1993.

## القصة
عند العناوين الرئيسية للفيلم دعا صوت من الخارج مالكوم إكس علي خشبة المسرح. فوصل الزعيم الأمريكي الأفريقي مالكوم إكس وبدأ خطابه:
«أيها الأخوة والأخوات، أنا هنا لاقول لكم أنني أتهم الرجل الأبيض. أتهم الرجل الأبيض لكونه أكبر قاتل علي وجه الأرض. أتهم الرجل الأبيض اللص الأكثر شراسة علي وجه الأرض. فلا يوجد مكان علي وجه الأرض يستطيع أن يقول الرجل الأبيض أنه قد جلب إليه السلام والوئام. أينما ذهب جلب مع الخراب والدمار. لهذا أتهمه. أتهمه بارتكاب أبشع الجرائم. أتهمه لكونه الجاني الأكثر حقارة علي وجه الأرض. أتهمه بكونه اللص الأكثر عنفا وإستعبادا علي وجه الأرض. أتهم الرجل الأبيض بكونه الآكل الأكثر شرها للحم الخنزير علي وجه الأرض. أتهمه بكونه أكبر سكير علي وجه الأرض. وهو لا يستطيع أن ينكر هذه الاتهامات. وانتم لا تستطيعون إنكار تلك الاتهامات. فنحن نكون المثال الحي لهذه الإدعاءت. أنتم وأنا دليل عليها. أنتم لستم جزء من أمريكا. بل أنتم ضحاياها. لم يكن لديكم الخيار في المجئ إلى هنا. فهو ألم يقل لكم:» رجل أسود، امرأة سوداء، تعالوا معي، ساعدوني في بناء أمريكا «. وقال:» زنجي قذر يدخل عنبر السفينة. سوف أخذك إلي أمريكا في سلاسل، لأنك يجب أن تساعدني في بناء أمريكا «. لأنكم قد ولدتم هنا هذا لا يجعلكم أمريكين. فأنا لست أمريكي. أنتم لستم أمريكان. فانتم واحد من 22 مليون ضحية لأمريكا. أنتم وأنا لم نري أبدا الديمقراطية. لم نري الديمقراطية في حقول قطن جورجيا. فلا يوجد ديمقراطية هناك. أم نري الديمقراطية في شوارع ديترويت. لا يوجد ديمقراطية هناك. لا لم نري الديمقراطية قط. فقد رأينا فقط النفاق. نحن لم نري أي حلم أمريكي. فنحن لم نشهد سوي الكابوي الأمريكي».
عند قول هذه الكلمات كان يتم حرق العلم الأمريكي حتى أصبح علي شكل x عملاق. حيث كان يتم تمرير صور لضرب رودني كينج علي يد مجموعة من رجال الشرطة البيض عام 1991، الأمر الذي أثار ثورة عنيفة في أحياء الأفارقة الأمريكان في لوس انجليس.
في الأربعينيات، في ميتشيجن، مالكوم ليتل كان يدعي الأحمر الكبير (Big Red)، وذلك لشعره المائل للحمرة، وهو أمر غير معتاد للأفارقة الأمريكان، والذي أصبح فخورا به كثيرا. مالكوم هو ابن لويز ليتل، أفريقية أمريكية ذات بشرة فاتحة جدا، وذلك لتعرض والدتها للاغتصاب علي يد رجل أبيض. أما والده إيرل ليتل كان واعظ التعميد، وقد قتل علي يد كو كلوكس كلان. كان مالكوم إكس يريد أن يشبه الرجل الأبيض بأي ثمن، فكان يقوم بكي شعره ليشبهه.
مع صديقه المقرب شورتي، كان مالكوم يقوم بتهريب الويسكي، وأحيانا المخدرات، وغالبا كان يتردد علي المومسات ولعب القمار بطريقة غير مشروعة. فبفضل الأموال المكتسبة بسهولة، كان مالكوم يرتدي ملابس براقة ويتردد علي أماكن راقية. فقد كان يحب فتاتين: لورا فتاة أفريقية أمريكية من طبقة متوسطة، وصوفيا فتاة بيضاء شريرة الي حد ما.
في عام 1946 ألقي القبض علي مالكوم وحكم عليه بالسجن لعشر سنوات. وقد أطلق عليه السجناء الآخرون (الشيطان الصغير) (ليتل ساتان)، فسوف يكون في السجن حتى يتغير. في الواقع كان يعلم، من خلال بينيس، تعاليم الجاه محمد وهو واعظ ديني مسلم، والذي بفضله استعاد تقديره للحياة وفخره بكونه إفريقي أمريكي. قد بدأ في قراءة العديد من الكتب، ومن ثم في يوم ما ركع ورفع كفيه كدليل علي خضوعه لإرادة الله.
ولكن " الشريف الجاه محمد "، كما يطلق عليه من أتباعه، فضلا عن تعليمه احترامه لأصله، علمه أيضا كره الشيطان الرجل الأبيض بعيونه الزرقاء والذي خلق ليكون شيطان وليجلب الفوضي إلى الأرض ".
خرج مالكوم من السجن عام 1952، قبل ثلاث سنوات من انتهاء مدة الحكم لحسن السير والسلوك. الآن هو رجل مختلف: يرتدي نظارات لضعف نظره بسبب القراءة. قابل مالكوم الجاه محمد وسرعان ما أصبح المتحدث اسمه، ومن ثم غير لقبه من (ليتل) إلى إكس، منتظرا أن محمد يعطيه اسم مقدس. في تلك الأثناء تزوج من بيتي إكس إحدي مؤيدي محمد.
في عام 1954 تم تعيين مالكوم مسؤولا عن أهم مركز إسلامي بنيويورك «مسجد رقم 7». خلال ثمان سنوات زاد أعضاء الجمعية الإسلامية، بفضل عمل مالكوم أيضا، من 400 إلى 30,000 عضو. ولكن النجاح القوي لمالكوم إكس يقلق مكتب التحقيقات الفيدرالي، الذي كان يراقبه منذ سنة بالفعل. عندما ذهب الجاه محمد إلى الحج بمكة المكرمة كلف مالكوم بإدارة الجمعية الإسلامية.
في عام 1963 عندما تم اغتيال جون كيندي أصدر مالكوم تصريحات قاسية («عندما يعود الدجاج الي المنزل للشوي فأنا لا أنزعج»)،  التي تثير انزعاج اليجاه محمد، ويصرخ عليه علنا ويفرض عليه الصمت لمده 90 يوما. فتدخل محمد كان نابعا من الذعر أيضا، لأن أصبح مالكوم أكثر قوة ومعروف لدي المجتمع الأمريكي الأفريقي. في الواقع كان لدي محمد حياه مزدوجة: من ناحية يعظ بالأخلاق والانضباط الذاتي والاحترام تجاه المرأة، ومن ناحية أخرى لديه علاقات مع عدة نساء سرا. طالما رفض مالكوم تصديق تلك الشائعات، لكن عندما اعترفت له سيكرتيرتان بانهما حاملا من الشريف اليجاه محمد، شعر بأنه قد تم خيانته.
في أبريل 1964 قام مالكوم بأول رحلة له إلى مكة المكرمة. فقابل هناك رجال من جميع الأجناس، جميعهم متساوون أمام الله. فقد قضي أيام أسماها ب «أيام في الجنة»، جنبا إلى جنب مع «أخوة مسلمون لديهم عيون أكثر زرقة، وشقرا أكثر، وبشره فاتحة أكثر من كل الرجال البيض الذين أعرفهم».

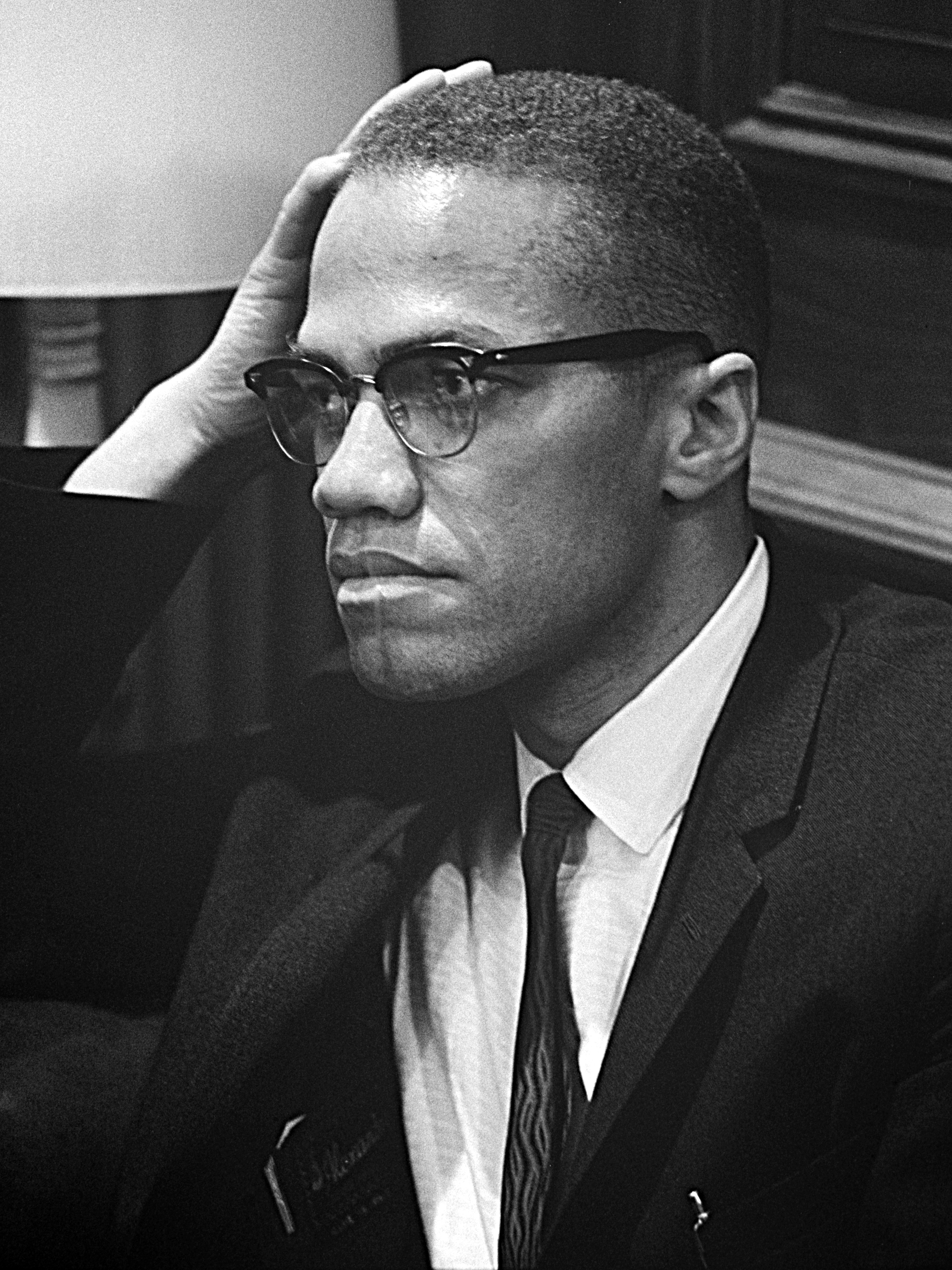
مالكوم إكس الحقيقي

عند عودته إلى الولايات المتحدة الأمريكية، قد تغير مالكوم جذريا، وأكد قائلا: «الإسلام هو الدين الوحيد القادر علي القضاء علي مشكلة المجتمع العرقية». وقد غير اسمه إلى الحاج مالك الشباز.
فقد كان مالكوم مستعدا لتأسيس حركته السياسية الخاصة به، كبديل للجمعية الإسلامية. وتسمي الحركة بمنظمة الوحدة الإفريقية الأمريكية وهي تقوم علي أساس التكامل بين الأجناس والأعراق والثقافات. «فمن الممكن أن يوجد أيضا في أمريكا من الرجال البيض الحساسون تجاه منظمة الوحدة الأفريقية الأمريكية والتي يستطيعون الاشتراك فيها». فعند قوله ذلك كان مالكوم يعلم جيدا بأنه يخاطر بحياته. في تلك الأثناء بدأ في كتابة سيرته الذاتية مع أليكس هالي.
في 21 فبراير 1965، في نيويورك، حركة الوحدة الأفريقية الأمريكية نظمت حدث كبير. فالصالة كانت مكتظة. ففي الصف الأول بيتي وأبناء مالكوم. وصعد هو علي خشبة المسرح، وألقي التحية علي الحاضرين، وعندما أوشك علي بدء خطابه أصيب بعدة طلقات نارية. فسقط علي الأرض وهو مصاب بجروح خطيرة من ستة عشر طلقة نارية، بينما كانت الجموع في حالة زعر.
فكان صوت اوسى ديفيز يلقي مديح في حفل تأبين مالكوم إكس. في جنوب إفريقيا في عام 1992، ارتدي الرجال والنساء والأطفال قبعات عليها حرف x كبير ويصرخون قائلين «أنا مالكوم إكس»، في حين أن نيلسون مانديلا صرح:
«كما يقول الأخ مالكوم: نعلن بأنه من حقنا أن تتم معاملتنا باحترام كبشر علي هذه الأرض في هذا المجتمع في هذا اليوم . حق نريده أن يوجد ...»
ثم تمت مقاطعته بصوت مالكوم إكس نفسه الذي يختتم قائلا: «بأي وسيلة ضرورية».

## جماليات الأسلوب
الجزء الأول من الفيلم، الذي يحكي فترة شباب مالكوم إكس، يشبه فيلم موسيقي: فالصورة تقدم العديد من الألوان الزاهية ويوجد أيضا العيدي من مشاهد الرقص، التي تذكرنا بأسلوب العرض المتنوع من إخراج فينسنت مينيللي في عام 1953.
الجزء الثاني من الفيلم يتحدث عن فترة سجن مالكوم إكس والنغمات تعكس الظلمة واللون المنتشر هو الرمادي والأبيض والأزرق. قال مصمم الديكور أن: «في تلك الفترة مالكوم قد ولد من جديد روحيا . فقد أزلنا اللون الذي كان يسيطر علي حياته السابقة والنتيجة أن السجن كان لونه موحد: الكثير من الرمادي والأبيض والأزرق».
الجزء الثالث يحكي عن اكتساب مالكوم إكس الوعي، وقد تم عرض ذلك باستخدام اللون البني والأخضر والبيج بشكل مكثف.

## الإخراج
كان مشروع إنتاج فيلم مقتبس عن السيرة الذاتية لمالكوم إكس حاضرا في نية وارنر بروس بالفعل منذ أواخر الستينيات. (بدون مصدر) الحقوق المتعلقة بالسيرة الذاتية لمالكوم إكس قد نقلت بالفعل من بيتي شباز إلى مارفن وورث في عام 1968. (دون مصدر)
في عام 1969 الكاتب الإفريقي الأمريكي جيمس بالدوين، الذي كان قد إلتقي شخصيا بمالكوم إكس، قد بدأ في كتابة السيناريو، لكنه لم يتنهي منه أبدا. (دون مصدر) لاحقا قد أوكلت نفس المهمة إلى الكاتب كالدر ويلينغهام، الذي لأسباب مبهمه اضطر للتنازل عنها. في السنوات اللاحقة حتى الفائزين علي الجائزة بوليتزر ديفيد ماميت (Pulitzer David Mamet) وتشارلز فولر (Charles Fuller) حاولوا كتابة سيناريو ولكن دون جدوي.

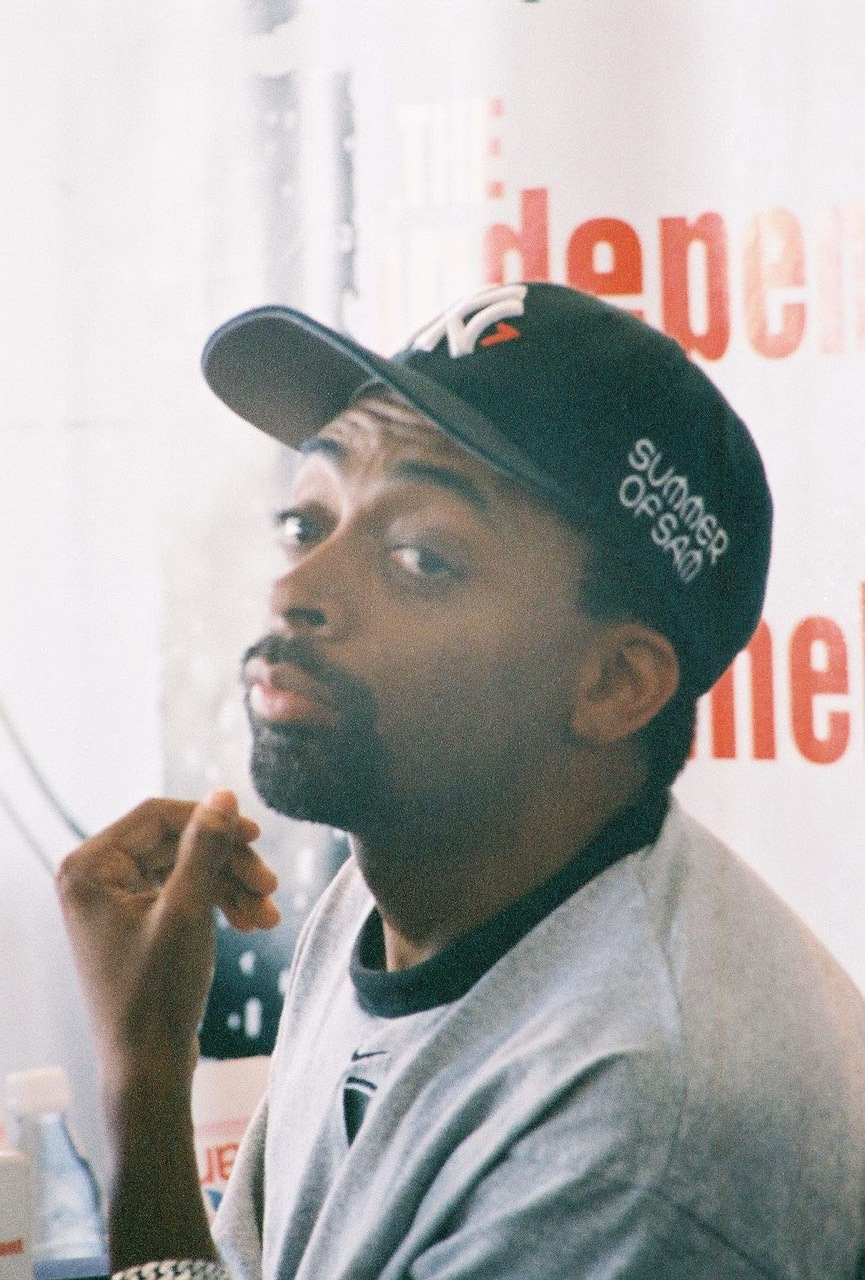
سبايك لي

فقد توقف المشروع حتى عام 1987. (دون مصدر) في تلك السنة، في الواقع، قد صرح سبايك لي في مذكراته عن نيته في عمل فيلم قائم علي السيرة الحياتية لمالكوم إكس. ففي عام 1990، عندما كان لي مشغولا في مرحلة ما بعد الإنتاج ل «حمي الغابة» " Jungle Fever "، علم بأن نورمان جويسون، وهو مخرج كندي، قد قبل أن يقوم بإخراج الفيلم. فهكذا بدأ لي حرب شخصية حقيقية تجاه جويسون. وفي رسالة موجه إلى صحيفة نيويورك تايمز كتب المخرج الأمريكي الأفريقي أن أصدقاء الزعيم الإفريقي الأمريكي الذين لا يزالون علي قيد الحياة سيرفضون بالتأكيد التعاون مع مخرج أبيض. وفي أبريل (نيسان) تلك السنة الكاتب المسرحي أوغست ويلسون قد تدخل في هذا الجدل قائلا بأنه فقط مخرج أفريقي أمريكي هو الذي سيكون قادرا علي إخراج فيلم جيد عن مالكوم إكس. وأعقب ذلك سلسة من الجدل، التي أدت بجويسون إلى ترك المشروع، ولكن ليس قبل أن يصرح بأن حديث سبايك لي يدل علي العنصرية.
ولكن ليس الجميع كان متفق علي أن يقوم سبايك لي بإخراج الفيلم. يوم 22 نوفمبر عام 1992 قامت «الجبهة المتحدة لحماية ذكري مالكوم إكس والثورة الثقافية» بمعارضة ترشيحه، من خلال رسالة إلى صحيفة واشنطن بوست التي تتهم المخرج بأنه قد قام بإخراج أفلام تقوم بتصوير الأفارقة الأمريكان بشكل كاريكاتوري.
علي رأس المجموعة كان الشاعر الأميركي الأفريقي أميري بركة، أحد أكثر الأسماء شهرة في الثقافة المضادة الأفريقية الأمريكية. فكان بركة والد شريكة وصديقة سبايك لي، ليزا جونز. فهذا الأمر سبب توتر وإحراج بين الإثنين. فقام بركة بمقاطعة الفيلم داعما ذلك بأن لي هو مخرج تجاري جدا ومتهما إياه باشتراكه في مؤامرة الحكومة في تلفيق اغتيال مالكوم إكس للأمريكين من أصل إفريقي. فدافع لي عن التغييرات التي حدثت مقارنة بما كان في الكتاب قائلا: «نحن لم نقم بإعادة كتابة القصة . ورأي الكثيرون أن المدبرين للاعتداء ينتمون الي مسجد نيوارك. في العنواين الأخير توجد أيضا أسمائهم. ومن الحقيقي أيضا أن مكتب التحقيقات الفيدرالي اثار العقول دافعا أعضاء الفهود السوداء (le Pantere Nere) لمهاجمة الجمعية الإسلامية»[5]
بالإضافة إلى ذلك الممثل لورنس فيشبورن، الذي عمل مع لي في عمل القاعات المضطربة (Aule turbolente)، أعلن بأن نورمان جويسون كان مخرجا أفضل من لي، وأنه كان لخرج عملا عظيما بالتاكيد. [5]
و على الرغم من هذه الانتقادات حصل أخيرا سبايك لي علي الضوء الأخضر وبدأ في تكريس نفسه للمشروع. ولكن كان يجب عليه إجراء مباحثات طويلة مع وارنر بشأن ميزانية الفيلم ومدته. فقد وضع وارنر مبدئيا ميزانية بقدر عشرين مليون دولار، وهو رقم بعيد جدا عن ثلاثة وثلاثون مليون دولار التي حسبها سبايك لي لإخراج فيلم مدته أكثر من ثلاث ساعات. فقد عرض وارنر علي لي إخراج فيلم أقصر، ولكن المخرج كان مصرا، حيث كان يريد أن فيلم مالكوم إكس يستمر مدة على الأقل مثل فيلم JFK – قضية لا تزال مفتوحة، من إخراج أوليفر ستون عام 1991 ومن إنتاج وارنر. [6] " في تلك الفترة كان ستون مازال يواجه مرحلة مابعد الإنتاج لفيلمه. فكان وارنر يدعي بأن فيلمه سيستغرق ساعتين فقط . لذلك اتصل شخصيا بأليفر وسأله: " كم يستغرق فيلمك ؟" فقال له:" ثلاث ساعات، ولكن لا تقل لوارنر أنني أنا من قلت لك ذلك. ..". فصرح لي بأنه بالنسبة لوارنر السود لا يساوون شيئا، وبدأ في استدعاء دراسة الجدوي " الزراعة ".
في يوم 25 يوليو 1991 التقي سبايك لي في شيكاغو الزعيم لويس فرخان قائد الجمعية الإسلامية لجمع معلومات حول اغتيال مالكوم إكس.[5] فبعض المصادر تزعم بأن هذا القائد هو متورط في عملية اغتيال مالكوم إكس،[5] ولكنه قال لسبايك لي بأن الجمعية الإسلامية لا شأن لها علي الإطلاق في عملية الاغتيال، وأيضا شكك في تغيير مالكوم بعد رحلته إلي مكة المكرمة .[6]
في موقع تصوير الفيلم كانت ضغوط الجمعية الإسلامية قوية للغاية: فالممثل جانكارلو ايسبوسيتو، الذي قام بتمثيل إحدي عمليات اغتيال مالكوم إكس، قال بأن أعضاء ثمرة الإسلام – وهي إدراة أمن الجمعية الإسلامية – كانوا يرددوا علي من يقوم بتمثيل أدوار الاغتيالات بان قتل مالكوم إكس كان نتيجة مؤامرة .[5] وفق عالم الاجتماع ستانلي كروتش فقد حرمت ضغوط فرخان الفيلم من بعض اللحظات الهامة في السيرة الذاتية:«فلا أستطيع تخيل مشهد أكثر غرابة من الذي تم ذكره في الكتاب، والذي يتحدث عن مالكوم عندما قام بزيارة محمد في أريزونا، وقال له بكل وضوح أنه سبب في حمل (مخصب) كثير من النساء، وأنه فعل ذلك لتحقيق النبوة. فكانت ستكون لحظة كلاسيكية، خاصة بهذين الممثلين. ولكن الجمعية الإسلامية لن تقدر...»[5]

## السيناريو
أليكس هالي هو من شارك في كتابة السيرة الذاتية لمالكوم إكس وهو سينارست الفيلم . فبمجرد أن استلم سبايك لي الفيلم، بدأ بالعمل كليا علي النص. فأول شئ قام به هو التخلي عن شارلز فولر الكاتب الذي اختارو جويسون . في وقت لاحق قد اتهم فولر لي بالعنصرية وبالعمل في مناخ عنصري . [5] وقد رفض لي نسخة دايفيد ماميت التي كتبها سيدني لوميت فقد وجدها مناسبة أكثر للعرض عالتلفاز . [5]
وفي النهاية، أعاد لي النظر في نسخة النص القديمة لجايمس بالدوين، والتي كتبها مع ارنولد بيرل . ففي تترات الفيلم لم يذكر اسم بلدوين، حيث قامت أخت الكاتب، برد حقوقه، بطلب رسميا بعدم تضمينها . [5]
كان يريد لي أن يصور علي الشاشة شخصية مالكوم إكس المعقدة وتطور تفكيره وحياته . فقال :«قد كان مالكوم إكس عبارة عن ثلاث أو أربع أو خمس شخصيات مختلفة وهذا ما نريد إبرازه». [5] هكذا تم تقسيم قصة الفيلم إلي أربعة أجزاء : الجزء الأول، يحكي فترة شباب زعيم المستقبل (مدته 58 دقيقة)، الجزء الثاني الذي يتناول الفترة التي قاضاها في السجن (مدته 24 دقيقة)، والجزء الثالث تتحدث عن التزاماته الاجتماعية والدينية والسياسية (مدته 70 دقيقة)، أما الجزء الرابع تتناول محاولات الاغتيال والقتل في النهاية (مدته 30 دقيقة). في مرحلة كتابة السيناريو كانت مشتركة أيضا بيتي شاباز، أرملة مالكوم . [5]

## فريق العمل
أراد سبايك لي من جميع الممثلين أن يخضعوا لاختبار، بما فيهم من عمل معه من قبل . ومن الفنانين الذين خضعوا لهذا الاختبار كانت باميلا اندرسون وويسلس سنايبس . [5]
دينزل واشنطن يلعب دور مالكوم إكس
كان الممثل الوحيد المؤكد أنه سيكون بالفيلم هو دينزل واشنطن، والذي قد عمل سابقا مع لي في فيلم "per Mo' Better Blues ". بالإضافة إلى ذلك أن لي قد رأه أثناء تمثيله في المسرح في عرض اسمه " When the Chickens Come Home To Roost " «عندما يأتي الدجاج إلي المنزل للشوي»، وهي عبارة مستوحاة من مالكوم إكس في اليوم الذي اغتيل كندي فيه. فكانت استعراضات العرض رائعة وقد مدح النقاد أداء واشنطن. [1] وهكذا الممثل _ بالرغم من أن شعره وبشرته أغمق بكثير من مالكوم _ تم اختياره لتمثيل دور الزعيم الأمريكي الإفريقي. فقد تعمق واشنطن بدرجة كبيرة في الشخصية، فازال الكحول من نظامه الغذائي. بالإضافة إلى ذلك صام عدة أسابيع، قرا القرآن، وذهب إلى الفراش مبكرا كل ليلة طوال فترة التصوير. فيقول سبايك لي متحمسا «فكانت تشع منه هالة مالكوم إكس». [5]
طالما كان يريد لي العمل مع الممثل صامويل جاكسون، ولكن الممثل لم يقبل لأنه لم يتم الاتفاق حول الأجر المادي. فقد شعر لي بالسوء كثيرا حيال الرفض لأن جاكسون رفض أن يصبح جزء من فيلمه علي عكس وايت ساندز _ أثار أقدام في الرمال، مع مايكي رورك، يقول المخرج أنه «فيلم لا يتذكره أحد». [5]
و للعب دور ارشي الغربية الهندية فقد عرض الدور في البداية علي ديلروي ليندو، ولكن لي لم يصرح بهذا رسميا. ولكن ليندو _ القلق _ اكتشف بأن الدور قد عرض لاحقا علي سيدني بويتر الذي رفضه. وهكذا الدور أصبح له. [5]
أنجيلا باسيت تلعب دور بيتي شاباز
فقد اختار سبايك لي لنفسه دور شورتي، الصديق المقرب لمالكوم في شبابه. وقد لعبت دور أم مالكوم الممثلة لونتي ماكي، التي مثلت في فيلم Jungle Fever، بينما لعبت أنجيلا باسيت دور بيتي شاباز.
الفيلم مليئ بالعديد من الشخصيات البارزة، مثل نيلسون مانديلا وأوسي ديفيز وبيل كوسبي ومايكل جاكسون وجانيت جاكسون ومايك جونسون ومايكل جوردان الذين يظهرون في المشهد الأخير الذي تم تصويره في جنوب إفريقيا. بالإضافة إلى ذلك يظهر في مشهد قصير أيضا مؤسس حركة الفهود السوداء، بوبي سيل، في دور واعظ. وقد مثل دور أحد وكلاء مكتب التحقيات الفيدرالي F.B.I جون سايلس، وهو مخرج شهير للأفلام المستقلة.
فقد قال اوسي ديفيز نفس المديح الذي قيل في جنازة مالكوم إكس.

## التصوير
فقد بدأ تصوير الفيلم يوم 16 سبتمبر 1991 وانتهى بعد أربعة شهور، أي في يوم 26 يناير 1992. [6]
بلغت ميزانية الفيلم 43 مليون دولار. فقد وصلت ميزانية الفيلم لهذا الرقم ليس بفضل وارنر، ولكن بسبب الإستراتيجية التي تبناها سبايك لي. «لم يعد هناك مال لإخراج الفيلم ولم أستطع ايجاده ، ولكني تذكرت أحد أقوال مالكوم التي تتعلق بالثقة بالنفس . فقد وضع قائمة باسماء المصرفيين والأمريكين الأثرياء من اصل إفريقي ، وعلي رأس تلك القائمة سبايك كوسبي. اتصلت به ورد علي قائلا :» كيف أستطيع أن أخدمك سبايك ؟«.وقال : فهو كان فقط الأول علي رأس قائمة طويلة : ماجيك جونسون ومايكل جوردان وترايسي تشابمان وبرنس وجانيت جاكسون». [5]
بالإضافة إلى ذلك قد تنازل لي عن ثلاثة ملايين دولار من أجره، بينما ثمانية ونصف مليون دولار لبيع حقوق النشر في الخارج للاري جوردن لارجو.
في نهاية المطاف وجد لي اتفاقا مع وارنر: يجب أن يستغرق الفيلم ثلاث ساعات وعشرين دقيقة (في حين كان قد اقترح لي المدة النهائية ثماني ساعات)، ولكن الشركات الكبرى أرادت إزالة بعض المشاهد التي اعتبرتها مسيئة لغالبية الرأي العام الأميركي، مثل إحراق العلم في البداية أو ضرب كينج. ولكن لي كان مصرا ولم يتنازل حتى عن الأماكن الأفريقية للتصوير، التي يعتبرها ذات أهمية بالغة لنجاح الفيلم. [5]
فمن أوائل المشاهد التي تم تصويرها هي التي تفتتح الفيلم بعد المقدمة والعلم. فاستغرق المشهد 12 دقيقة وكلف أكثر من مليون دولار. [5] يصرح المخرج قائلا:«فقد كنا نريد توضيح علي الفور للمشاهد في اى عالم كان يحيا . فإذا كان لابد من إنفاق المال فالامر يستحق فعله في البداية ، حتى يستوعب المشاهد في الحال انه أمام فيلم تاريخي ملحمي». [5]
فقد واجه التصوير بعض المصاعب: قد خرجت سيارة عن السيطرة وانفجرت في موقع التصوير، وفي أحد اماكن التصوير فتح فجأة صدع في الأرض وتوفي عامل بداخله، وتوفي عامل آخر بسبب نافذة كبيرة، وتم التعدي علي ممثل ثانوي (كومبارس) وقتله، وفي صحيفة ما قد كتب خطا أنه قد توفي أحد أبطال الفيلم. [5]
ففي بداية التصوير قد كان هناك مشكلة أخرى، تتعلق شخصيا بسبايك لي: والده – بيل لي – كان قد تم القبض عليه لحيازته الهيروين. [5] فلم تكن المرة الأولي التي يتم فيها اعتقال عازف موسيقي الجاز، ولكن هذه المرة سبب الخبر ضجة كبيرة، لآن بيل لي قد حاول ألا يتم اعتقاله بقوله لرجال الشرطة أنه والد المخرج الشهير سبايك لي. [5] فقد كانت ضربة قاضية بالنسبة للي، لأنه كان دائما يدين تعاطي المخدرات، والآن أصبح الرأي العام يعرف مشكلة والده.
خلال تصوير الفيلم قد بدات العلاقة بين سبايك لي ومدير التصوير ايرنيست ديكريسون في التلاشي. فكان قد أنهي ديكريسون للتو فيلمه كمخرج، وأراد بشدة المشاركة في عمل فيلم مالكوم إكس. ولذلك فقد امتدت مرحلة مابعد الإنتاج إلى ثلاثة أسابيع. ولكن في موقع التصوير بدأ لي في تجاهل ديكريسون، فقد نظم مشاهد دون استشارته.. [5] فكان فيلم مالكوم إكس آخر تعاون بينهما.
في ديسمبر 1991 حصل لي [1] علي تصريح بالتصوير في مكة المكرمة. [5] فقد سافر لي ومعه دنزل واشنطن والمنتج المشارك مونتي روس إلى مصر. ولكن لدخول مكة المكرمة لا بد من ان يكونوا مسلمين، لذلك فقد كلف لي طاقم عربي لتصوير مشاهد حج مالكوم في مكة المكرمة. ولكن ظلت هنالك مشكلة دخول المسجد لكل من المخرج وبطل الفيلم. لذلك قد اعتنق لي الإسلام، ولكن ظل الأمر سرا لسنوات عديدة. [1] ففي مقابلة تليفزيونية علي قناة ABC قد نفي المخرج اعتناقه للدين الإسلامي. [1] وبسبب هذا التصريح قد تم رفع دعوي قضائية ضد لي من قبل جفري أل محمد، [1] الذي يظهر في تترات الفيلم ك «مستشار تقني مسلم». فهذه الدعوي تريد أيضا اثبات ان أل محمد لديه دور أهم بكثير مما ظهر في التترات. تحت القسم، كان لي مجبرا علي الاعتراف باعتناقه الدين الإسلامي، ولكن بفضل الهيئة الشرعية الإسلامية استطاع إنكار ذلك كله.

## طاقم التمثيل
- دنزيل واشنطن بدور مالكوم إكس
- أنجيلا باسيت بدور بيتي شباز
- ألبرت هال بدور باينس
- ال فريمان، جر بدور إلايجا محمد
- ديلوري ليندو بدور ويست انديان أرتشي
- سبايك لي بدور شورتي
- تيريزا راندل بدور لورا
- كاتي فيرنون بدور صوفيا
- لونيت ماككي بدور لويس ليتل
- تومي هوليس بدور إيرل ليتل
- جيمس ماكدانيل بدور الأخ إيرل
- إرنست لي توماس بدور سيدني
- جان-كلود لا مار بدور بنجامين 2X
- بوبي سيال بدور واعظ الشارع
- ال شاربتون بدور واعظ الشارع
- كريستوفر بلامر بدور تشابلين غيل
- كارين آلين بدور السيدة دوني
- بيتر بويلي بدور كابتن جرين
- ويليام كانستلر بدور القاضي
- نيلسون مانديلا بدور المدرس سويتو
- أوسي ديفيز بدور مقديم المديح
- ديفيد باتريك كيلي بدور السيد. أوستروسكي

## وصلات خارجية
- مقالات تستعمل روابط فنية بلا صلة مع ويكي بيانات
- 0104797